# Sum 41
Sum 41 a fost o formație rock canadiană din Ajax, Ontario. Componența finală a fost alcătuită din Deryck Whibley (voce, chitară, orgă), Cone McCaslin (chitară bas, voce) și Steve Jocz (tobe, percuție, voce).